# Морска пъстърва
Морските пъстърви (Salmo trutta trutta) са подвид актиноптери от семейство Пъстървови (Salmonidae).
Таксонът е описан за пръв път от Карл Линей през 1758 година.